# Museo Nacional de la Seda de China

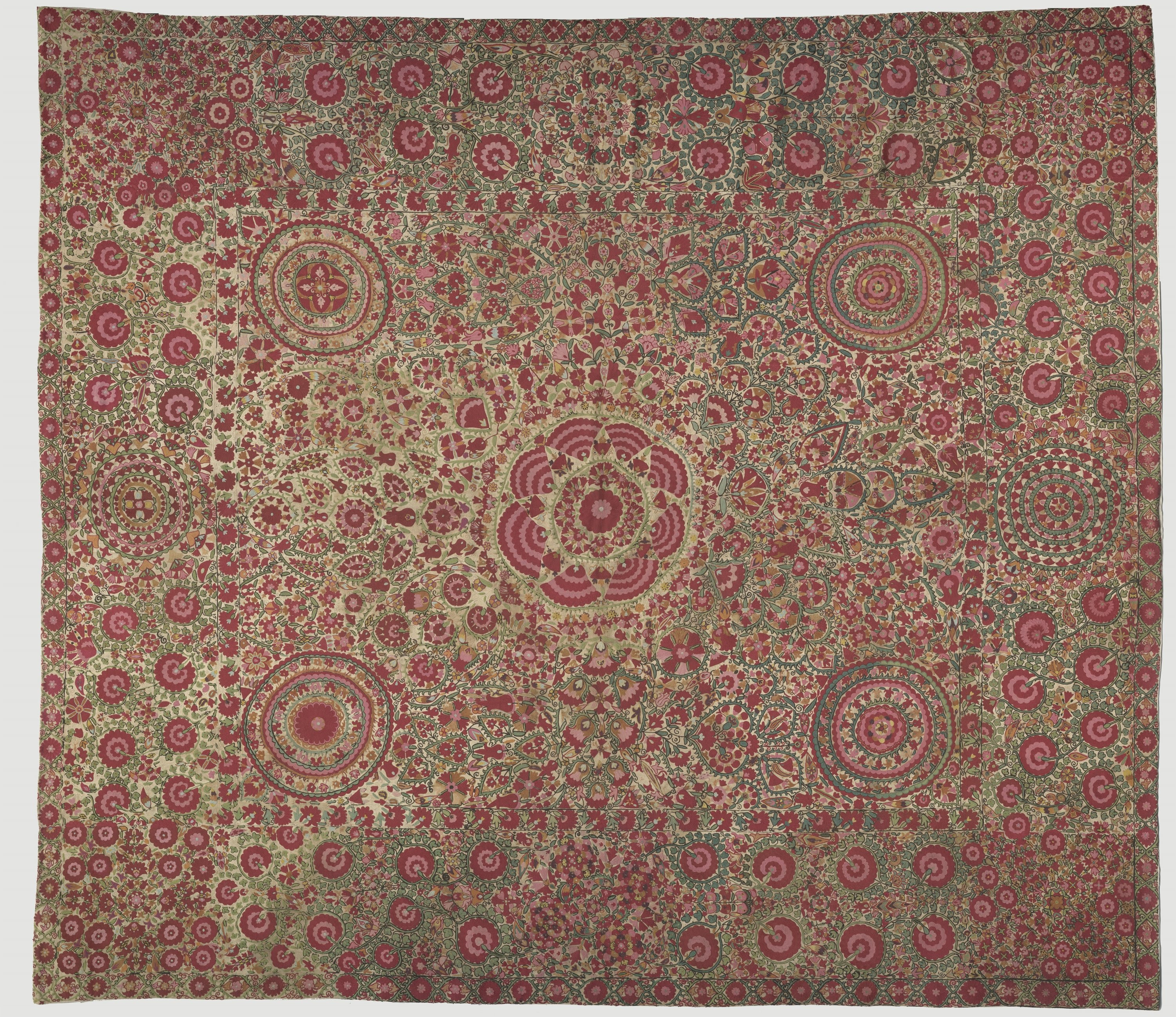
Cobertor nupcial suzani de la colección del Museo Nacional de la Seda de China. Istaravshan,.

El Museo Nacional de la Seda de China (en chino simplificado, 中国丝绸博物馆) es un museo de ámbito nacional situado en Hangzhou, provincia de Zhejiang, China.

## Acerca del Museo
El Museo Nacional de la Seda de China (CNSM), cerca del Lago del Oeste, en Hangzhou, es uno de los primeros museos de nivel nacional de China y el mayor museo de la seda del mundo, con una superficie de 50 000 m2 y un área construida de 8000 m2. Se inauguró el 26 de febrero de 1992 y fue objeto de una profunda remodelación en 2015-2016. Como mayor museo especializado en textiles de China, el principal objetivo del CNSM es investigar y conservar las reliquias textiles chinas. En 2010, se convirtió en la sede del Centro Chino de Identificación y Conservación de Textiles (fundado en 2000).
Cuenta con varias galerías permanentes, entre ellas «La historia de la seda china», «Sericultura y artesanía de la seda en China», una «Galería de conservación textil» y el «Centro de archivos Xinyou».
Es un museo de investigación y cuenta con varios profesores y eruditos visitantes, como el profesor Claudio Zanier, Birgitte Samsøe Crawfurd, Suzanne Louise Campion Crawford, Nidaullah Sehrai, Fazal Dad Kaker y Sanjay Garg.
El Festival de Trajes Chinos, también llamado Festival Hanfu, es un evento anual que se celebra en el museo. Cada año desde 2018, el festival presenta un tema diferente basado en una dinastía específica de la historia china. En 2019, el festival ganó un premio de la Asociación China de Museos por ser uno de los más innovadores de China.

## Exposiciones especiales
A continuación se presenta una selección de exposiciones recientes. Estas exposiciones cubren una amplia gama de temas, mostrando las colecciones propias del museo, las colecciones prestadas, el trabajo científico y de conservación del museo y los textiles arqueológicos.
- Gloria sobre seda: Textiles franceses (1700 hasta nuestros días) (octubre de 2017 - diciembre de 2017)
- Historia secreta: secretos históricos de la indumentaria femenina (noviembre de 2017 - marzo de 2018)
- Seda y tradición: China y Europa Central y Oriental Arte contemporáneo de la seda (septiembre de  2017)
- El guardarropa de la familia Qian: Trajes hallados en la tumba de Qian Zhang (1486-1505) y su esposa (septiembre-noviembre de 2017)
- Nuevos conocimientos sobre la antigua ruta: Logros científico-tecnológicos del patrimonio cultural de la Ruta de la Seda (junio-octubre de 2017)
- El sonido de la seda: Trajes hallados en la tumba de Zhao Boyun (1155-1216) (mayo-septiembre de 2017)
- Cultura del brocado y el bordado de la nacionalidad zhuang en Guangxi (marzo-junio de 2017)
- Blooming: El pasado y el presente del encaje (marzo-mayo de 2017)
- Transformarse en mariposa -- Revista de moda 2016 (diciembre de 2016 - febrero de 2017)
- Un mundo de sedas: Exposición Internacional de Arte en Seda (septiembre-diciembre de  2016)
- Sedas de la Ruta de la Seda: Origen, transmisión e intercambio (septiembre-octubre de 2015)

## Textiles de la Ruta de la Seda
El director del museo, Zhao Feng, es un especialista en textiles de la Ruta de la Seda y líder de un proyecto nacional de investigación sobre textiles de Dunhuang. Hasta la fecha se han publicado tres volúmenes: : Textiles from Dunhuang in UK Collections, Textiles from Dunhuang in French Collections, y Textiles from Dunhuang in Russian Collections. En 2015 fundó la Asociación Internacional para el Estudio de los Textiles de la Ruta de la Seda y fue su primer presidente, organizando la primera conferencia de la Asociación en Hangzhou en 2016, y coorganizando la segunda conferencia de la Asociación en Lyon en 2017.